# Heleneborgs båtklubb

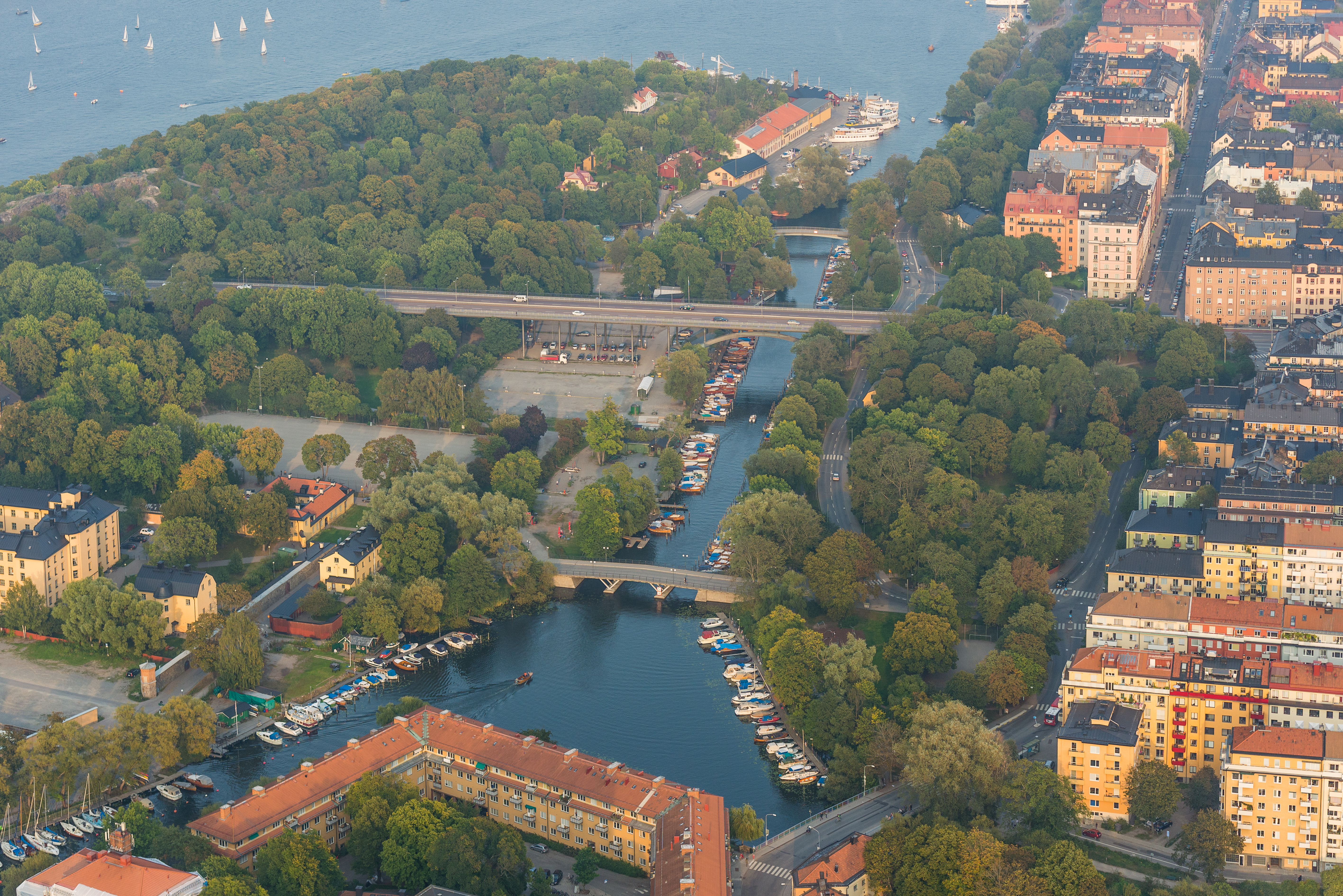
Pålsundet med Långholmen till vänster, Södermalm till höger och Västerbron i mitten. I förgrunden Reimersholme. Båtklubben har sina bryggor mellan de två mindre broarna, Långholmsbron och Pålsundsbron.

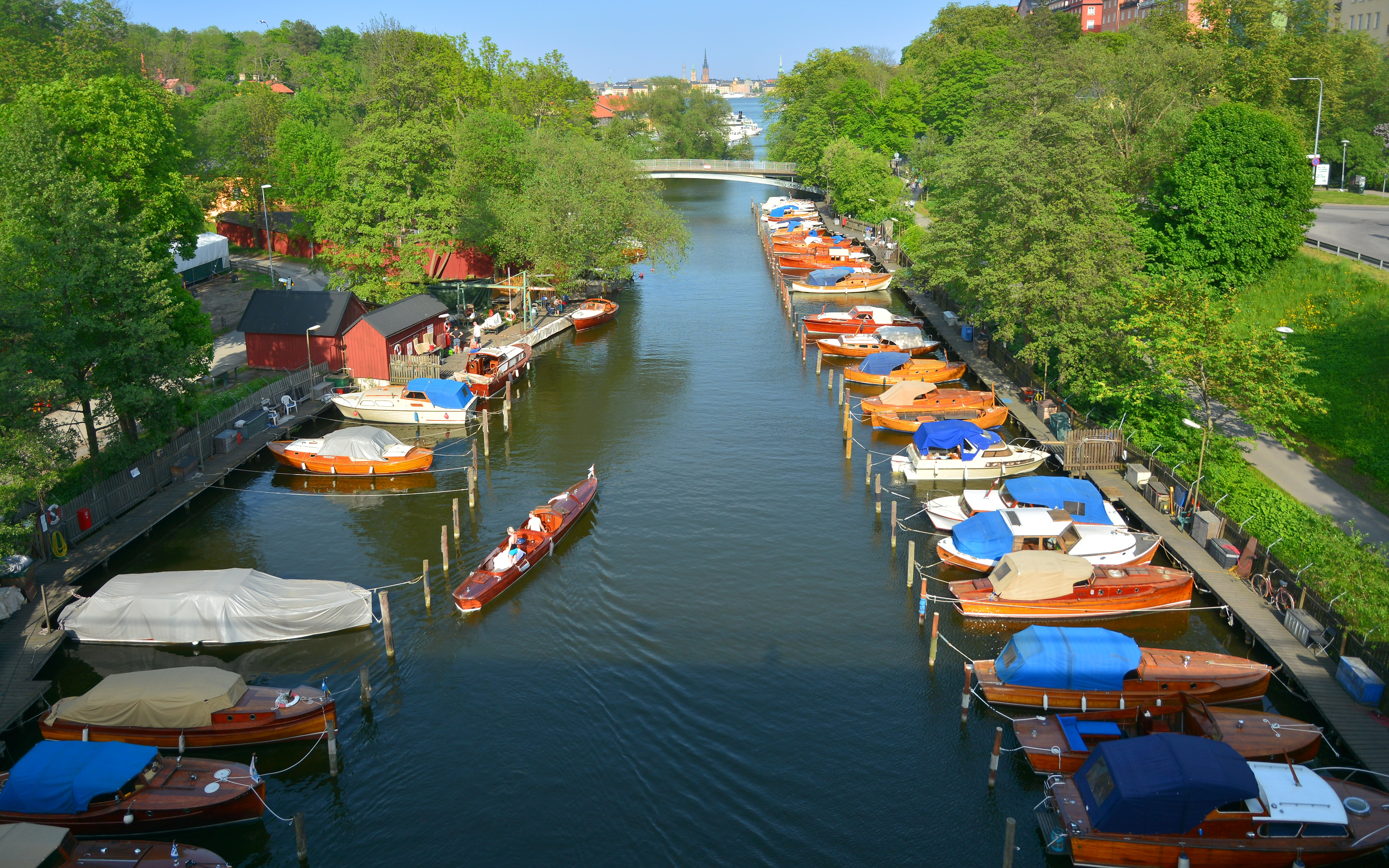
Pålsundet med Heleneborgs båtklubbs kajer på vardera sida.

Heleneborgs båtklubb är en båtklubb vid Pålsundet i centrala Stockholm. Klubben har bryggor på vardera sida om sundet och ett klubbhus samt några mindre byggnader på långholmssidan. Heleneborgs båtklubb disponerar vidare en klubbholme, Idskär på Ekerö Kyrkfjärd, norr om Kanan och före Bockholmssundet.

## Historik och verksamhet
Heleneborgs båtklubbs mål är att främja båtlivet lokalt samt att verka för ett gott kamrat- och sjömanskap.Den grundades 1919 av fjorton båtägare. 2019 är antalet båtar i klubben cirka 200, varav minst två tredjedelar är från åren mellan 1880 och 1979. Heleneborgs båtklubbs kulturvårdande profil illustreras bland annat av ett samarbete med Sjöhistoriska museet kring Petterssonbåten M/Y Plurr från 1905, som den tidigare ägaren överlämnade till museet och klubben den 25 augusti 2016. Båten som visades upp i samband med Båtklubbarnas dag den 27 augusti 2016 ägs av museet, men vårdas och förvaltas av Helenebors båtklubb.
Klubben arbetar också med ungdomsverksamhet, bland annat i samarbete med Södermalms stadsdelsförvaltning och Ungdomarnas båtbygge.
Heleneborgs Båtklubb utsågs 2010 till Årets Båtklubb av Svenska Båtunionens medlemstidning Båtliv, med följande motivering:

| ”        | Heleneborgs Båtklubb har i sin verksamhet visat gott kamratskap, skapat trivsam samvaro, gott sjömanskap, arbetat med sjösäkerhet och har förståelse för en god miljö. Klubben har på ett föredömligt sätt satsat på sociala arrangemang för att stärka gemenskapen. Båtklubben var en drivande kraft bakom Båtklubbarnas dag i Stockholm i augusti 2010, något som för allmänheten på ett positivt sätt lyfte fram båtklubbarnas betydelse. Klubben värnar också om det traditionella båtlivet och medlemmarna har en av landets finaste samlingar av äldre träbåtar. | „ |
| – Båtliv | |   |

## 90- och 100-årsjubileerna
Heleneborgs båtklubb firade både sitt 90-årsjubileum 2009 och sitt 100-årsjubileum 2019 bland annat genom att visa upp sig på båtmässan Allt för sjön i Älvsjö söder om Stockholm, arrangerad av Stockholmsmässan. Vid 90-årsjubileet deltog klubben med ett 10-tal båtar. Vid 100-årsjubileet visade klubben upp mer än det dubbla antalet båtar på mässans avdelning Classic Boat Show, varav de allra flesta klassiska träbåtar, i en monter byggd att efterlikna den verkliga klubben, med klubbhus, pålar och en cirka sextio meter lång träbrygga, med en fondtapet föreställande södermalmsstranden vid Pålsundet.

## Publikationer
- De första 90 gick av bara farten, 2009, ISBN 978-91-85535-59-0
- Båtarna (1919-2019 - Heleneborgs båtklubb 100 år), TMG Sthlm, 2019, ISBN 978-91-519-0634-8

## Bildgalleri
| M/Y Plurr på båtmässan Allt för sjön 2019 samt vid visningen på Båtklubbarnas dag den 27 augusti 2016 |  | M/Y Plurr på båtmässan Allt för sjön 2019 samt vid visningen på Båtklubbarnas dag den 27 augusti 2016 |
| M/Y Plurr på båtmässan Allt för sjön 2019 samt vid visningen på Båtklubbarnas dag den 27 augusti 2016 |  | |